# Bruno Costa (personaggio)
Bruno Costa è un personaggio dei fumetti creato da Gerry Conway (testi) e Tony DeZuniga (disegni), pubblicato dalla Marvel Comics. La sua apparizione avviene in Marvel Preview del 1975.
È un boss della malavita di New York. È il responsabile della strage della famiglia di Frank Castle, che poi diverrà il Punitore.

## Biografia del personaggio
Bruno Costa è un boss della malavita di New York. Una delle sue attività illegali è il traffico di droga, acquistata da Hector Montoya. Un corriere di Montoya porta la droga all'ambasciata newyorkese e il banchiere Forrest Hunt la cambia in denaro; quest'ultimo, però, inizia a tramare alle spalle di Costa e, soprattutto, di Montoya.
Bruno Costa incolpa Hunt di tradimento e, dunque, lo fa uccidere a Central Park dai suoi uomini. Per un caso del destino, la famiglia di Frank Castle rimane testimone dell'orribile regolamento di conti; Costa, così, ordina ai suoi uomini di ucciderli: la famiglia di Castle muore ma Frank riesce a sopravvivere. Nonostante Frank riesca ad identificare tutti gli assassini, la giustizia non punisce i colpevoli e Costa rimane libero.
Grazie all'aiuto del Detective Laviano, Frank inizia a punire lui stesso con la morte i responsabili. Inizialmente sfigura Billy Russo, sicario di Costa; dopodiché uccide altri suoi uomini.
Il sicario Audrey uccide Bruno Costa in uno scontro a fuoco.

## Gli uomini di Bruno Costa
- Luis Allegre: uno dei sicari di Costa presente il giorno dell'esecuzione della famiglia Castle. Soffre di ulcera allo stomaco. Viene ucciso dal Punitore.
- Byron Hannigan: un altro dei sicari di Costa, responsabili della morte della famiglia di Castle. Viene ucciso dal Punitore.
- Leon Kolsky: un altro sicario della famiglia Costa. È un abile combattente. Viene mangiato vivo da uno squalo che era contenuto in un acquario che viene distrutto dal Punitore.
- Matt Skinner: braccio destro di Costa. Viene ucciso dal Punitore con una pallottola alla testa.
- Frank Costa: fratello di Bruno Costa. Viene ucciso dal sicario Audrey.
- Billy Russo/Mosaico: sicario di Costa. Viene sfigurato dal Punitore e diventa Mosaico, suo acerrimo nemico.